# Egerton Marcus
Pour les articles homonymes, voir Marcus.
Egerton Marcus est un boxeur canadien né le 2 février 1965 à Georgetown au Guyana.

## Carrière
Lors des Jeux olympiques de 1988 à Séoul, il remporte la médaille d'argent dans la catégorie poids moyens ne s'inclinant qu'en finale face à l'allemand Henry Maske.
Marcus passe professionnel en 1999 et devient champion d'Amérique du Nord NABF des mi-lourds de 1992 à 1994 avant de perdre une nouvelle fois contre Maske, cette fois pour le titre mondial IBF.